# راشد مكتوب
راشد مكتوب جمعة الدوسري (مواليد 14 يونيو 1996) لاعب كرة قدم بحريني يلعب حاليا لصالح نادي الدرجة الأولى الرفاع الشرقي البحريني في مركز حارس المرمى من 2015.

## منتخب البحرين
شارك مكتوب مع منتخب البحرين الأولمبي.